# علاقة بند (ساوجبلاغ)
علاقة بند هي قرية في مقاطعة ساوجبلاغ، إيران. يقدر عدد سكانها بـ 298 نسمة بحسب إحصاء 2016.